# Ictidosaure
L'ictidosaure (Ictidosaurus angusticeps) és una espècie extinta de sinàpsid de la família dels escilacosàurids que visqué en allò que avui en dia és el sud d'Àfrica durant el Permià mitjà, fa entre 259,5 i 266,9 milions d'anys. Se n'han trobat restes fòssils a la província sud-africana del Cap Occidental. Es tracta de l'única espècie del gènere Ictidosaurus. Era un animal carnívor. El nom genèric Ictidosaurus significa ‘llangardaix mostela’, mentre que el nom específic angusticeps significa ‘cap estret’.